# Sofia Arruda
Soraia Sofia Arruda (22 de Junho de 1988) é uma actriz e apresentadora de televisão portuguesa.

## Biografia e carreira
Estreou-se na representação em 2000, em Crianças S.O.S, TVI, mas foi ao interpretar Carmo em Super Pai, TVI, que atingiu a fama.
Em 2003/2004 foi Lara na primeira temporada de Morangos com Açúcar e no ano seguinte Margarida em O Clube das Chaves e Joana em Doce Fugitiva, todas da TVI.
Nos seguintes anos fez parte do elenco principal de Deixa-me Amar, Feitiço de Amor e Sentimentos, TVI.
Em 2002 estreou-se nos palcos com o monólogo de 30 minutos Os Maleficios do Tabaco, com encenação de Florbela Oliveira. Em 2012, actuou no Teatro Maria Vitória em Ora Vira e Troika o Passo.
Já em 2011 foi Maria Clara Sardinha em Anjo Meu.
Em 2020, é contratada pela SIC para reforçar o elenco da sitcom de sucesso - Patrões Fora, protagonizada por João Baião.
Em 2021 inícia a sua carreira como apresentadora de televisão, com o programa Look@me, para a SIC Caras. Apresentou no mesmo ano uma emissão do programa Estamos em Casa, da SIC. Ainda em 2021, integra o elenco da novela Amor Amor.
Em 2024, ficou em segundo lugar na segunda temporada do programa da SIC, Hell's Kitchen - Famosos, apresentado por Ljubomir Stanisic.

### Vida pessoal
A atriz casou-se a 26 de maio de 2018 com o fisioterapeuta David Amaro. Têm um filho em comum, o pequeno Xavier. 

## Filmografia

### Televisão
| Anos        | Projeto                                  | Papel                       | Nota(s)                                                                                    | Canal     |
| ----------- | ---------------------------------------- | --------------------------- | ------------------------------------------------------------------------------------------ | --------- |
| 2000        | Crianças SOS                             | Celina                      | Elenco Principal                                                                           | TVI       |
| 2000 - 2002 | Super Pai                                | Carmo Figueiredo            | Elenco Principal                                                                           | TVI       |
| 2003 - 2004 | Morangos com Açúcar                      | Lara Queirós                | Elenco Principal                                                                           | TVI       |
| 2005        | O Clube das Chaves                       | Margarida (Guida)           | Elenco Principal                                                                           | TVI       |
| 2006 - 2007 | Doce Fugitiva                            | Joana                       | Elenco Principal                                                                           | TVI       |
| 2007 - 2008 | Deixa-me Amar                            | Alice Mendes                | Elenco Principal                                                                           | TVI       |
| 2008 - 2009 | Feitiço de Amor                          | Filipa Neves                | Elenco Principal                                                                           | TVI       |
| 2009 - 2010 | Sentimentos                              | Rita Coutinho               | Elenco Principal                                                                           | TVI       |
| 2011 - 2012 | Anjo Meu                                 | Maria Clara Sardinha        | Elenco Principal                                                                           | TVI       |
| 2013 - 2015 | Os Nossos Dias                           | Susana Brito                | Elenco Principal                                                                           | RTP1      |
| 2014        | Bem-Vindos a Beirais                     | Catarina                    | Elenco Adicional                                                                           | RTP1      |
| 2017 - 2018 | Jogo Duplo                               | Teresa Santos               | Elenco Principal                                                                           | TVI       |
| 2017        | Amor Maior                               | Esmeralda                   | Elenco Adicional                                                                           | SIC       |
| 2020 - 2022 | Patrões Fora                             | Cindy Costa                 | Elenco Principal                                                                           | SIC       |
| 2021 - 2022 | Amor Amor                                | Mónica Cristina Ribeiro Rio | Co- Antagonista                                                                            | SIC       |
| 2021 - 2023 | Look@Me                                  | Ela Própria                 | Apresentadora                                                                              | SIC Caras |
| 2021        | Estamos em Casa                          | Ela Própria                 | Apresentadora                                                                              | SIC       |
| 2023        | O Clube (4.ª temporada)                  | Joanne                      | Protagonista (OPTO)                                                                        | SIC       |
| 2023        | Domingão Especial Comédia à Portuguesa   | Ela Própria                 | Apresentadora substituta do camião-palco, ao lado de Emanuel, na ausência de Luciana Abreu | SIC       |
| 2023 - 2024 | Papel Principal                          | Denise Bezerro              | Elenco Principal                                                                           | SIC       |
| 2024        | O Clube (5.ª temporada)                  | Joanne                      | Protagonista (OPTO)                                                                        | SIC       |
| 2024        | Hell's Kitchen - Famosos (2.ª temporada) | Ela Própria                 | Concorrente                                                                                | SIC       |
| 2024        | FBI: International                       | Bruna                       | Participação Especial                                                                      | CBS       |
| 2025        | Vitória                                  |                             | Elenco Principal                                                                           | SIC       |

## Teatro
| Ano         | Peça                         | Teatro                |
| ----------- | ---------------------------- | --------------------- |
| 2002        | Os Malefícios do Tabaco      |                       |
| 2010        | Duas Vidas                   |                       |
| 2011 - 2012 | Ora Viva e Troika os Paços   | Teatro Maria Vitória  |
| 2015        | Alice no País das Maravilhas |                       |
| 2016        | As Vedetas                   | Teatro Armando Cortez |